# Kō Shibasaki
Kō Shibasaki (柴咲 コウ Shibasaki Kō?), nacida como Yukie Yamamura (山村 幸恵 Yamamura Yukie?), es una actriz y cantante japonesa que ha aparecido en numerosos dramas, películas y comerciales.
Su nombre artístico es el mismo que su personaje favorito del manga Golden Delicious Apple Sherbet, de Junko Kawakami. También prestó su voz para el vocaloid Galaco. Es conocida por su interpretación como Mitsuko Souma en Battle Royale.

## Biografía
Kō Shibasaki estudió en el Tokyo Metropolitan Itabashi Senior High School. Inició su carrera a los 14 años cuando fue descubierta por un agente. Trabajó en anuncios publicitarios y programas de televisión hasta que consiguió mayor popularidad con su personaje de Mitsuko Souma en Battle Royale. En 2001 la actriz repitió éxito con Go, consiguiendo numerosos premios por su interpretación. Después intervino en diversas películas, series de televisión y anuncios hasta que en 2004 protagonizó Chakushin Ari, filme dirigido por el maestro Takashi Miike.
A partir de 2002 compaginó su trabajo como actriz con su carrera musical, que inició con el sencillo Trust my feelings, aunque el éxito le llegó con su segundo sencillo Tsuki no shizuku, usado en la banda sonora de Yomigaeri, que se convirtió en uno de los mayores éxitos del J-Pop del año 2003.
En 2006 protagonizó junto a Tsuyoshi Kusanagi Nihon Chinbotsu, remake del filme homónimo de 1973. Ese mismo año participó como Dororo en la adaptación cinematográfica del manga de Osamu Tezuka, coincidiendo nuevamente con Satoshi Tsumabuki (con el que trabajó en Orange Days). Tras el éxito de la versión en imagen real participó en la comedia Maiko Haaaan!!! y la secuela de Siu lam juk kau, Shaolin Girl.
En 2013 se le asignó un personaje menor en la serie American Horror Story: Coven como Megumi Nagasaki la hermana mayor de (Yoko Nagasaki: Chiaki Kuriyama) se dice que aparecerá en flashbacks antes de su muerte.

## Filmografía

### Cine
- 2025: Sham
- 2025: The Brightest Sun
- 2024: Serpent's Path
- 2023: Don't Call it Mystery: The Movie
- 2023: El chico y la garza
- 2022: Dr. Koto's Clinic
- 2022: The Three Sisters of Tenmasou Inn
- 2022: Phases of the Moon
- 2022: xxxHolic
- 2022: Silent Parade
- 2021: Kanna y los dioses de octubre
- 2021:	Baragaki: Unbroken Samurai
- 2020:	State of Emergency
- 2016:	Nobunaga Concerto
- 2014:	Over Your Dead Body
- 2013: Sue, Mai & Sawa: Righting the Girl Ship
- 2013: 47 Ronin
- 2008: Shaolin Girl
- 2008: Suspect X
- 2007: Maiko haaaan!!!
- 2007: Dororo
- 2006: Kiraware Matsuko no isshō
- 2006: Nihon chinbotsu
- 2006: Star Reformer
- 2006: Shin kyūseishu densetsu Hokuto no Ken: Raō den – Jun'ai no shō
- 2005: Mezon do Himiko
- 2005: Kami kara hajimaru monogatari
- 2004: Sekai no chūshin de, ai wo sakebu
- 2004: Tracing Jake
- 2003: Llamada perdida (Chakushin ari)
- 2002: Drive
- 2002: Yomigaeri
- 2002: Soundtrack
- 2001: Kewaichi
- 2001: Go
- 2001: Kakashi
- 2001: Hashire! Ichiro
- 2000: Battle Royale
- 2000: Tokyo gomi onna
- 2000: Dong jing gong lüe
- 2000: Lucky!

### Televisión
- 2007: Galileo
- 2007: Smap x Smap
- 2006: Dr. Kotô Shinryôjo
- 2004: Orenji deizu
- 2004: Dr. Kotô Shinryôjo
- 2004: Orange Days
- 2003: Good Luck!!
- 2002: Sora Kara Furu Ichi oku no Hoshi
- 2002: Yume no California
- 2001: Let's Go Nagata-cho
- 2001: Gakkou no kaidan : haru no mononoke SP makaigakuen
- 2001: FACE ~Mishiranu Koibito~
- 2000: Another Heaven~Eclipse
- 1999: Lucky!
- 1999: Tokumei Research 200X
- 1998: Karabu6

## Discografía

### Álbumes
- 2009: Love Paranoia  (ラブ パラノイア?)
- 2007: Kiki♥ (嬉々♥ Kubo Taito?)
- 2005: Hitori Asobi (ひとりあそび?)
- 2004: Mitsu (蜜?)

### Singles
- 2009: Rabaso~lover soul~ (ラバソー～lover soul～?)
- 2009: Taisetsu ni Suru Yo (大切にするよ?)
- 2008: Saiai (最愛?)
- 2008: Yoku Aru Hanashi 〜Mohuku no Onna Hen〜 (よくある話 〜喪服の女編〜?)
- 2007: KISS Shite (KISSして?)
- 2007: O.ma.e Low Tension Girl (お・ま・えローテンションガール?)
- 2007: Prism (プリズム?)
- 2007: Hitokoi Meguri (ひと恋めぐり?)
- 2007: At Home
- 2006: Actuality
- 2006: Invitation
- 2006: Kage (影?)
- 2005: Sweet Mom
- 2005: Glitter
- 2005: Irokoi Konayuki (色恋粉雪 Love Affair, Powdered Snow?)
- 2004: Katachi Aru Mono (かたちあるもの?)
- 2004: Ikutsuka no Sora (いくつかの空?)
- 2003: Omoide Dake dewa Tsurasugiru (思い出だけではつらすぎる?)
- 2003: Nemurenai Yoru wa Nemuranai Yume wo (眠レナイ夜ハ眠ラナイ夢ヲ?)
- 2003: Tsuki no Shizuku (月のしずく?)
- 2002: Trust My Feelings

### Digital Singles
- 2008: Kimi No Koe (君の声?)
- 2007 Prism (REO&HEAVENS WiRE Remix)

### DVD
- 2007: Invitation Live
- 2004: Single Clips